# Státní poznávací značky v Turecku

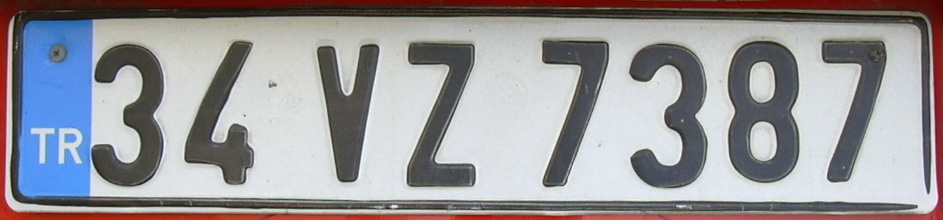
Současná turecká Státní poznávací značka

Současná turecká státní poznávací značka má po vzoru členských států Evropské unie v levé části značky modrý štítek s MPZ Turecka – TR. Poté následují dvě číslice, dvě písmena a čtyři číslice. Vzor:|TR| 34 VZ 0771…

## Typy značek
- 99 A 9999 (červený text na bílém pozadí): vláda, univerzity,

| TR | 34 A 0446 |

- 99 A 99999, 99 AA 999 nebo 99 AAA 999 (bílý text na modrém pozadí): Policie,

| TR | 34 AA 954 |

- 99 B 9999 (modrý text na bílém pozadí): členové mezinárodních organizací,

| TR | 34 B 0426 |

- od 99 CA 999 do 99 CZ 999: (zelený text na bílém pozadí): diplomaté, (bílý text na zeleném pozadí) konzuláty,

| TR | 34 CE 811 |

- 99 G 9999 (černý text na žlutém pozadí): dočasná reg. značka (max. po jeden měsíc),

| TR | 34 G 1485 |

- 99 GMR 999 (červený text na zeleném pozadí): dočasní uživatelé,

| TR | 34 GMR 032 |

- 99 MA 999 to 99 MZ 999: cizinci s dočasným bydlištěm,

| TR | 34 MA 365 |

- 34 TXX 99: taxíky (jen v Istanbulu),

| TR | 34 TSL 83 |

- 99 T 9999: Taxíky v celém Turecku (kromě Istanbulu).

| TR | 61 T 0056 |

## Zkratky na poznávacích značkách (číslice)
- 01 Adana
- 02 Adıyaman
- 03 Afyonkarahisar
- 04 Ağrı
- 05 Amasya
- 06 Ankara
- 07 Antalya
- 08 Artvin
- 09 Aydın
- 10 Balıkesir
- 11 Bilecik
- 12 Bingöl
- 13 Bitlis
- 14 Bolu
- 15 Burdur
- 16 Bursa
- 17 Çanakkale
- 18 Çankırı
- 19 Çorum
- 20 Denizli
- 21 Diyarbakır
- 22 Edirne
- 23 Elazığ
- 24 Erzincan
- 25 Erzurum
- 26 Eskişehir
- 27 Gaziantep
- 28 Giresun
- 29 Gümüşhane
- 30 Hakkari
- 31 Hatay
- 32 Isparta
- 33 Mersin
- 34 İstanbul
- 35 İzmir
- 36 Kars
- 37 Kastamonu
- 38 Kayseri
- 39 Kırklareli
- 40 Kırşehir
- 41 Kocaeli
- 42 Konya
- 43 Kütahya
- 44 Malatya
- 45 Manisa
- 46 Kahramanmaraş
- 47 Mardin
- 48 Muğla
- 49 Muş
- 50 Nevşehir
- 51 Niğde
- 52 Ordu
- 53 Rize
- 54 Sakarya
- 55 Samsun
- 56 Siirt
- 57 Sinop
- 58 Sivas
- 59 Tekirdağ
- 60 Tokat
- 61 Trabzon
- 62 Tunceli
- 63 Şanlıurfa
- 64 Uşak
- 65 Van
- 66 Yozgat
- 67 Zonguldak
- 68 Aksaray
- 69 Bayburt
- 70 Karaman
- 71 Kırıkkale
- 72 Batman
- 73 Şırnak
- 74 Bartın
- 75 Ardahan
- 76 Iğdır
- 77 Yalova
- 78 Karabük
- 79 Kilis
- 80 Osmaniye
- 81 Düzce